# Малецький Роман Михайлович
Рома́н Миха́йлович Мале́цький (1994—2014) — солдат 703-го інженерного полку Збройних сил України, учасник російсько-української війни.

## Життєпис
Народився 1994 року в селі Букова (Старосамбірський район, Львівська область); закінчив загальноосвітню школу.
В часі війни з 30 травня 2014 року — оператор, 703-й інженерний полк.
Загинув 31 серпня 2014-го внаслідок підриву автомобіля під Маріуполем на невизначеному вибуховому пристрої, здетонували міни, які військовики перевозили. Також загинули Вадим Суский, Ігор Бжостовський, Андрій Струсь, Володимир Дорошенко, Ігор Шубак, четверо військових поранено.
Станом на червень 2017-го тривала експертиза ДНК. Не похований.

## Нагороди і вшанування
За особисту мужність і героїзм, виявлені у захисті державного суверенітету та територіальної цілісності України, вірність військовій присязі під час російсько-української війни
- нагороджений орденом «За мужність» III ступеня (26.2.2015, посмертно)
- Його портрет розміщений на меморіалі «Стіна пам'яті полеглих за Україну» в Києві: секція 4, ряд 4, місце 10
- Вшановується 31 серпня на щоденному ранковому церемоніалі вшанування українських захисників, які загинули цього дня в різні роки внаслідок російської збройної агресії[1]